# 来栖あつこ
来栖 あつこ（くるす あつこ、1978年1月26日 - ）は、日本の女優、タレント、YouTuber。結婚相談所『W』代表。本名非公表。
茨城県北茨城市出身。身長158cm。血液型はAB型。特技は絵、テニス。兄がいる。

## 人物・来歴
所属事務所は、サンミュージック→ベリーベリープロダクション→ワンエイトプロモーションと移籍し、現在はベリーベリープロダクション所属。
短期大学への進学が決まっていた高校3年の時にオーディションに合格。
1996年に、『激走戦隊カーレンジャー』の八神洋子 / ピンクレーサー役でデビュー。その後、『出動!ミニスカポリス』（5代目）などに出演し、知名度を得る。
2003年に、いばらき大使に任命される。
2004年に一時期芸能活動を休業し、2006年に復帰した。
2017年9月に、交際1か月でのスピード結婚をしていたことを、同年10月14日放送の『有吉反省会』（日本テレビ）で告白。
2018年、不妊治療を受けていることを告白。
2023年1月、代表を務める結婚相談所『W』を開設したことをYouTubeチャンネルとブログで報告した。
猫好きで、ロシアンブルーの桃次郎と雌猫と一緒に暮らしている。

## 出演

### テレビドラマ
- 激走戦隊カーレンジャー（1996年、テレビ朝日） - 八神洋子 / ピンクレーサー 役
- 続・星の金貨（1996年、日本テレビ） - 藤原敏江 役
- 透明少女エア（1998年、テレビ朝日） - 鳥羽あけ美 役
- 青の時代（1998年、TBS） - 美咲 役
- Over Time-オーバー・タイム（1999年、フジテレビ）
- 美しい人（1999年、TBS） - 吉川育美 役
- 恋の神様（2000年、TBS）
- 世にも奇妙な物語 銃男（2000年、フジテレビ）
- 29歳の憂うつ パラダイスサーティー（2000年、テレビ朝日）
- フレンズ（2000年、TBS）
- はみだし刑事情熱系（テレビ朝日） - 星野朝子 役
  - パート5（2000年）
  - パート6（2001年）
- 一攫千金夢家族（2002年、TBS）
  - 一攫千金夢家族2（2003年）
- 塩カルビ（2002年、テレビ神奈川）
- 土曜ワイド劇場（テレビ朝日）
  - 西村京太郎トラベルミステリー
    - 38「オリエント急行殺人事件」（2003年1月4日） - 木下知恵 役
    - 土曜ワイド劇場 西村京太郎トラベルミステリー50「山陽・東海道連続殺人ルート」 （2008年9月27日） - 谷川ゆみ 役

  - おとり捜査官・北見志穂10（2006年） - 坪井弘美 役
- エコエコアザラク〜眼〜（2004年、テレビ東京） - 山中博美 役
- グルメガーディアンズ（2004年、フジテレビ）
- 恋する日曜日 第1・2話「ウエディング・ベル」（2004年、BS-i）
- 快感職人 第7話（2006年、テレビ朝日）
- さくら署の女たち 第7話「疑惑のカリスマ主婦 殺人レシピ」（2007年8月29日、テレビ朝日）
- ケータイ少女（2007年、独立UHF局 他） - 南野涼子 役
- ボディコンコップ（2007年12月2日、BS11） - 碇ヤイ子 役
- 東京少女岡本杏理 第4・5話「旅の途中 前後編」（2008年8月23日・30日、BS-i） - 洋子 役
- RESCUE〜特別高度救助隊 第7話（2009年、TBS） - 妊婦・田所 役
- 歌セラ 第12話「ふぞろいの妊婦たち」（2010年、TBSサービス）
- 犬を飼うということ〜スカイと我が家の180日〜（2011年、テレビ朝日） - 江藤奈津美 役

### バラエティ
- 出動!ミニスカポリス（1998年、テレビ東京） - 5代目リーダー
  - 待機！無理スカポリス（2017年6月9日 - 2018年12月21日、Kawaiian TV）
- 来栖あつこの鍋奉行（1998年、CS）
- 格闘コロシアム（1999年、テレビ東京）
- 踊る!さんま御殿!!（2000年、日本テレビ）
- ペット大集合!ポチたま（2000年、テレビ東京）
- ミミヨリーナ（2000年4月 - 2001年3月、テレビ東京）
- アッコにおまかせ!（2001年、TBS）
- ダウンタウンDX（2001年、日本テレビ）
- 笑っていいとも!（2001年、フジテレビ）
- 金曜日のスマたちへ（2001年、TBS）
- THE夜もヒッパレ（2001年、日本テレビ） - 三浦理恵子・上良早紀と一緒にミニスカパンを結成していた。
- サッカーTV（2002年 - 2005年、テレビ東京）
- とんねるずのみなさんのおかげでした（2002年、フジテレビ）
- いきなり!黄金伝説（2002年、テレビ朝日）
- 出没!アド街ック天国（2002年、テレビ東京）
- 走れ!ガリバーくん（2003年、関西テレビ）
- ぴったんこカン・カン（2004年、TBS）
- 平成教育2006予備校（2006年、フジテレビ）
- こうちゃんの簡単HAPPYキッチン（2007 - 2008年、BS日テレ）
  - こうちゃんの簡単HAPPYレシピ（2008 - 2010年）
- グラビアの美少女（MONDO21）
- ピンスポ!（2010年、東映チャンネル）
- くだまき八兵衛（2010年、テレビ東京） - 山田まりや、大原かおり、後藤理沙らとゲスト。
- クイズタレント名鑑（2011年、TBS） - 「ギリギリ有名人が逃走中」に出演。
- いいものプレミアム（2021年2月8日 - 、フジテレビ）

### オリジナルビデオ
- スーパー戦隊シリーズ
  - 激走戦隊カーレンジャーVSオーレンジャー（1997年、東映） - 八神洋子 / ピンクレーサー 役
  - 電磁戦隊メガレンジャーVSカーレンジャー（1998年、東映） - 八神洋子 / ピンクレーサー 役
- ザ・ボディガード 完結編（2010年）
- 外道坊（2011年）
  - 外道坊2（2011年）
- 吸血ガールズ（2011年）
- 悪（ワル）と呼ばれた男（2011年）

### 映画
- 銀の男 青森純情篇（2001年）
- ザ・ボディガード（2009年）

### 舞台・ミュージカル
- 丸美屋食品ミュージカル『アニー』（2003年） - リリー 役
- ROCK'N JAM MUSICAL II 再演（2007年1月） - ニーナ 役

### ラジオ
- 来栖あつこのなぞなぞナゾ（JFN系全国ネット）

### CM
- ロート製薬「ブレスキッス」（2000年）
- 日産レンタカー（2001 - 2003年）
- コカ・コーラ（2002年）
- 東京ディズニーリゾート（2002年）
- 大正製薬「ホワイトアイリス」（2003年）
- あつまるくん（2003年 - 2005年）

## 作品

### イメージビデオ
- 生［フレッシュ］水着で（1998年5月）
- ミニスカポリス ビデオ1 特別休暇（1998年8月）
- 恋する素肌（1998年9月）
- Flying MERMAID（2000年）
- Honey Angel（2001年）
- Honey Angel（2002年2月25日、GPミュージアムソフト）
- 生フレッシュ水着で 来栖あつこ（2009年3月20日、日本メディアサプライ）
- sweet（2009年6月25日、GP~WA）

### 写真集
- 365通のラブレター(EICHI MOOK)（1996年12月、バウハウス）ISBN 978-4754250782
- ミニスカポリス写真集〜MINISUKA IN SAIPAN〜（1998年9月、ワニブックス、撮影：山岸伸）ISBN 978-4847025013
- H´ana!（1998年10月、英知出版、撮影：横木安良夫）ISBN 978-4754212087
- N° 5（2000年11月、英知出版、撮影：西田幸樹）ISBN 978-4754212742
- On Visual No.5 来栖あつこ(アスキームック)（2001年4月、アスキー、撮影：KozukaTakayuki、小塚 毅之）ISBN 978-4756137319
- RELAX（2001年10月、竹書房、撮影：TOMOYO）ISBN 978-4812408100